# Rose Glass

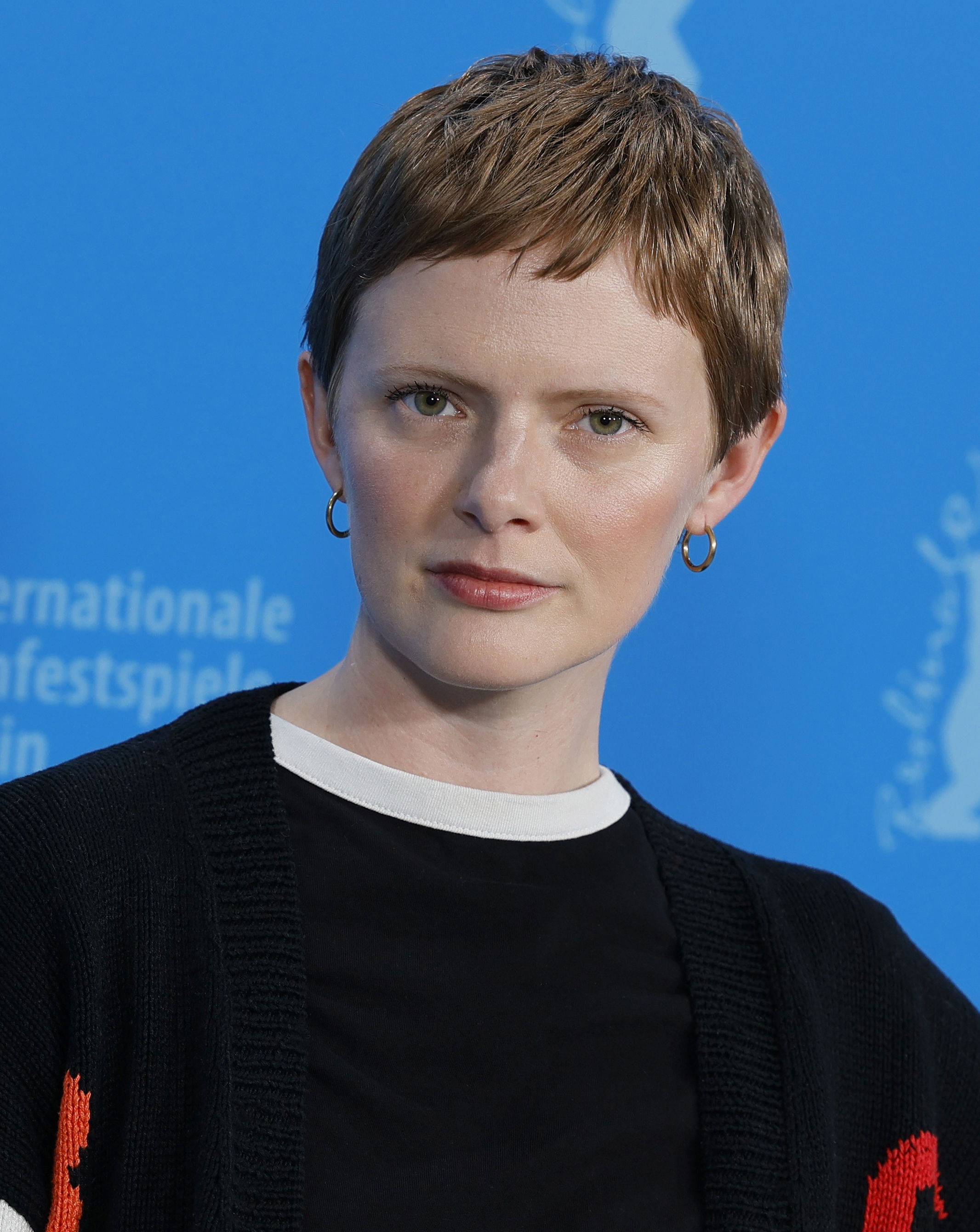
Rose Glass (2024)

Rose Glass (* um 1990 bei Chelmsford) ist eine britische Drehbuchautorin und Filmregisseurin.

## Leben
Rose Glass wurde in der Nähe von Chelmsford in Essex geboren und studierte Film am London College of Communication. 2014 schloss sie die National Film and Television School mit einem Master in Regie ab. Ihr Abschlussfilm Room 55 wurde unter anderem beim South by Southwest Film Festival, beim Palm Springs ShortFest und beim London Short Film Festival gezeigt.

## Werk
Glass’ Stil zeichnet sich durch eine bildgewaltige Auseinandersetzung mit intensiven, oft düsteren Thematiken aus, die das Menschliche in all seiner Komplexität und Brüchigkeit erforscht. Ihre Filme neigen zur Überschreitung oder Neuinterpretierung etablierter Genre-Grenzen, indem sie Elemente des Horrors, Thrillers und Dramas verweben. Viele ihrer Filme erzählen kraftvolle Geschichten über Frauen, die sich sowohl mit persönlichen als auch mit gesellschaftlichen Konflikten auseinandersetzen, oft unter Einbeziehung von Themen wie Macht, Autonomie und Begehren.
Nach einer Reihe von, teils experimentellen, Musikvideos und Mystery- und Horror-Kurzfilmen gab Glass mit Saint Maud ihr Langfilmdebüt als Regisseurin. Der Film feierte im September 2019 beim Fantastic Fest seine Premiere. In dem Horrorfilm kümmert sich eine Krankenschwester hingebungsvoll um ihre Patienten, steigert sich aber in einen religiösen Wahn, als sie glaubt, nur sie könne die Seele ihrer todkranken Patientin Amanda retten. Das Werk brachte ihr einige Auszeichnungen ein und wurde für zwei britische BAFTA Awards nominiert.
Im Januar 2024 wurde ihr zweiter Spielfilm Love Lies Bleeding mit Katy O’Brian und Kristen Stewart veröffentlicht. Der Thriller wurde in die Programme der Filmfestivals von Sundance und Berlin aufgenommen. Der Film zeigt die leidenschaftliche Liebesgeschichte zwischen zwei ungleichen Sportlerinnen vor dem Hintergrund einer von Männlichkeit dominierten Welt. Er taucht dabei in das raue, bedrückende Milieu eines schäbigen Fitnessstudios im New Mexico der späten 1980er-Jahre ein, das von einer trostlosen Kleinstadtkulisse umgeben ist. Durch eine Kombination aus physischen Auseinandersetzungen, spontaner Sinnlichkeit und dunklem Humor zeichnet Glass ein komplexes Bild von Liebe und Gewalt, das die Grenzen zwischen persönlicher Befreiung und selbstzerstörerischer Leidenschaft verschwimmen lässt.
Im Sommer 2025 wurde Glass Mitglied der Academy of Motion Picture Arts and Sciences.

## Filmografie
- 2010: Moths (Kurzfilm)
- 2011: Storm House (Kurzfilm)
- 2013: The Silken Strand (Kurzfilm)
- 2014: Room 55 (Kurzfilm)
- 2015: Bath Time (Kurzfilm)
- 2019: Saint Maud
- 2024: Love Lies Bleeding

## Auszeichnungen
British Academy Film Award
- 2021: Nominierung für den Besten britischen Film (Saint Maud)
- 2021: Nominierung für das Beste Debüt (Saint Maud)
- 2025: Nominierung als Bester britischer Film (Love Lies Bleeding)[10]

British Independent Film Award
- 2021: Nominierung für die Beste Regie (Saint Maud)
- 2021: Nominierung für das Beste Drehbuch (Saint Maud)
- 2021: Nominierung für das Beste Debütdrehbuch (Saint Maud)
- 2021: Auszeichnung mit dem Douglas Hickox Award (Saint Maud)[11][12]

London Critics’ Circle Film Award
- 2021: Nominierung für die Beste Regie (Saint Maud)
- 2021: Nominierung für das Beste Drehbuch (Saint Maud)
- 2021: Auszeichnung für die Beste britische Nachwuchsregie (Saint Maud)[13][14]

London Film Festival
- 2019: Lobende Erwähnung – Bester Film (Saint Maud)
- 2019: Nominierung als Bester Film im Official Competition (Saint Maud)

Sitges Film Festival
- 2020: Nominierung als Bester Film für den New Visions Award (Saint Maud)[15]

South by Southwest Film Festival
- 2015: Nominierung für den SXSW Grand Jury Award – Narrative Short (Room 55)